# Свечкарёв, Александр Иванович
Александр Иванович Свечкарёв (12 октября 1924 — 13 сентября 2001) — помощник командира взвода разведки мотострелкового батальона 5-й гвардейской отдельной мотострелковой бригады (3-я гвардейская армия, 4-й Украинский фронт), гвардии старший сержант. Герой Советского Союза.

## Биография
Родился 12 октября 1924 года в селе Макеевка ныне Кременского района Луганской области Украины. В декабре 1941 года добровольно ушёл в Красную Армию. С мая 1942 года участвовал в боях на Юго-Западном фронте. Участвовал в освобождении Донбасса, Никополя.
Указом Президиума Верховного Совета СССР от 19 марта 1944 года за образцовое выполнение заданий командования и проявленные при этом мужество и героизм гвардии старшему сержанту Свечкарёву Александру Ивановичу присвоено звание Героя Советского Союза с вручением ордена Ленина и медали «Золотая Звезда».
В июле 1944 года демобилизован из рядов Красной Армии по ранению. Автор более 50 научных работ по государственному праву зарубежных стран. Профессор (1976), член-корреспондент Академии правовых наук Украины (1994). В 1976—2001 годах был заместителем председателя Харьковского областного комитета мира, в 1976—1981 годах — член Советского комитета ветеранов войны.
Жил в городе Харьков Украина. Умер 13 сентября 2001 года.
В 2004 году, вместе с Е. А. Закоморной, В.А. Риякой, В. С. Семёновым и М. В. Цвиком, за изданный в 2004 году учебник «Конституционное право зарубежных стран» был удостоен премии имени Ярослава Мудрогов номинации «За подготовку и издание учебников для студентов юридических специальностей высших заведений образования».
В Национальном юридическим университете сложилась традиция ежегодного возложения цветов на могилы учёных университета — фронтовиков, похороненных на 2-м городском кладбище Харькова: В .Ф. Маслова, Р. С. Павловского, А. И. Рогожина, А. И. Свечкарёва, В. В. Сташиса, Н. Н. Страхова и М. В. Цвика.